# Локсаський район
Ло́ксаський район (ест. Loksa rajoon, рос. Локсаский район) — адміністративно-територіальна одиниця Естонської РСР з 26 вересня 1950 до 12 жовтня 1957 року.

## Географічні дані
Площа району станом на 1955 рік — 979,1 км2.
Адміністративний центр — робітниче селище Локса.

## Історія
26 вересня 1950 року в процесі скасування в Естонській РСР повітового та волосного адміністративного поділу утворений Локсаський сільський район, який безпосередньо підпорядковувався республіканським органам. До складу новоутвореного району ввійшли робітниче селище Локса як адміністративний центр та 13 сільських рад: Гірвліська, Колґаська, Леезіська, Киннуська, Локсаська, Кійуська, Кодасооська, Саґадіська, Вигмаська, Визуська, Анніквереська, Каруласька, Вігуласька.
Після прийняття 3 травня 1952 року рішення про поділ Естонської РСР на три області Локсаський район включений до складу Талліннської області. Проте вже 28 квітня 1953 року області в Естонській РСР були скасовані і в республіці знов повернулися до республіканського підпорядкування районів.
20 березня 1954 року відбулася зміна кордонів між Локсаським та Раквереським районами, зокрема Локсаський район отримав 519,07 га та втратив 30,80 га.
17 червня 1954 року розпочато в Естонській РСР укрупнення сільських рад, після чого в Локсаському районі замість 13 залишилися 6 сільрад: Колґаська, Куусалуська, Киннуська, Локсаська, Вігуласька та Визуська.
12 жовтня 1957 року Локсаський район скасований, його територія поділена між районами:
- Гар'юський район — селище Локса та Колґаська, Куусалуська, Киннуська й Локсаська сільські ради;
- Раквереський район — Вігуласька та Визуська сільські ради.

## Адміністративні одиниці
| Сільрада      | 1950 | 1954 | 1954 | 1957 |
| ------------- | ---- | ---- | ---- | ---- |
| Анніквереська |      |      |      |      |
|               |      |      |      |      |
|               |      |      |      |      |
| Вигмаська     |      |      |      |      |
|               |      |      |      |      |
|               |      |      |      |      |
| Визуська      |      |      |      |      |
|               |      |      |      |      |
|               |      |      |      |      |
| Вігуласька    |      |      |      |      |
|               |      |      |      |      |
|               |      |      |      |      |
| Гірвліська    |      |      |      |      |
|               |      |      |      |      |
|               |      |      |      |      |
| Каруласька    |      |      |      |      |
|               |      |      |      |      |
|               |      |      |      |      |
| Киннуська     |      |      |      |      |
|               |      |      |      |      |
|               |      |      |      |      |

| Сільрада    | 1950 | 1954 | 1954 | 1957 |
| ----------- | ---- | ---- | ---- | ---- |
| Кійуська    |      |      |      |      |
|             |      |      |      |      |
|             |      |      |      |      |
| Кодасооська |      |      |      |      |
|             |      |      |      |      |
|             |      |      |      |      |
| Колґаська   |      |      |      |      |
|             |      |      |      |      |
|             |      |      |      |      |
| Куусалуська |      |      |      |      |
|             |      |      |      |      |
|             |      |      |      |      |
| Леезіська   |      |      |      |      |
|             |      |      |      |      |
|             |      |      |      |      |
| Локсаська   |      |      |      |      |
|             |      |      |      |      |
|             |      |      |      |      |
| Саґадіська  |      |      |      |      |
|             |      |      |      |      |
|             |      |      |      |      |

## Друкований орган
7 квітня 1951 року тричі на тиждень почала виходити газета «Leninlik Lipp» («Ленінлік Ліпп», «Ленінський прапор»), друкований орган Локсаського районного комітету комуністичної партії Естонії та Локсаської районної ради депутатів трудящих. Останній номер вийшов 23 листопада 1957 року.